# Картър (окръг, Монтана)
Вижте пояснителната страница за други значения на Картър.
Окръг Картър (на английски: Carter County) е окръг в щата Монтана, Съединени американски щати. Площта му е 8671 km², а населението - 1222 души (2017). Административен център е град Икалака.